# Ada von Boeselager
Adele Franziska Henriette Maria „Ada“ von Boeselager (* 17. Juni 1905 in Peppenhoven; † 1973 in Sorrent) war eine deutsche Kunstmalerin und Schriftstellerin. Sie schrieb auch unter den Pseudonymen Francesca Rega und Gioconda Comitti.

## Leben
Sie wurde geboren auf dem Rittergut Peppenhoven als Adele Franziska Henriette Maria von Boeselager als Tochter von Johanna von Heusinger und Friedrich Freiherr von Boeselager. 1934 heiratete sie in Berlin-Steglitz Werner Schingnitz, der Dozent für Philosophie an der Universität Leipzig war. Nach dem Scheitern dieser Ehe im Juli kehrte Adele von Boeselager auf das elterliche Gut zurück. Die Ehe mit Schingnitz wurde im Juli 1936 geschieden.
Adele verfasste Artikel zu zoologischen Themen. Während der Olympiade 1936 lernte von Boeselager den deutschen Buchhändler und Verleger Eduard Obenaus kennen, der ein Unternehmen in Shanghai führte. In der zweiten Januarhälfte 1939 schiffte sie sich zusammen mit ca. tausend jüdischen Flüchtlingen in Genua an Bord der Conte Biancamano mit dem Ziel Shanghai ein. Am 25. Februar 1939 heirateten sie und Obenaus in Manila. In der zweiten Dezemberhälfte 1939 gebar sie in Shanghai eine Tochter. Obenaus war Mitglied der NSDAP und begann im Informationsbüro in Shanghai zu arbeiten, einer Propagandastelle des deutschen Auswärtigen Amtes, die von Jesco von Puttkamer geleitet wurde. Bald scheiterte auch die Beziehung zwischen Adele und Eduard. Sie warf ihm vor, ein Nationalsozialist, homosexuell und schwindsüchtig zu sein und verlangte die Scheidung, was er ablehnte. Im April 1942 kam als Adeles zweites Kind ein Sohn zur Welt. Als dessen leiblichen Vater gab sie gegenüber Eduard einen diesem namentlich und vom Ansehen her bekannten Mann aus Südeuropa an. Über einen in Shanghai ansässigen deutschen Rechtsanwalt ließ sie eine Scheidungsklage am für auslandsdeutsche Privatklagen zuständigen Landgericht Berlin einreichen. Die Ehe wurde Anfang 1943 aus Verschulden des Mannes geschieden.
Adele nahm wieder ihren Geburtsnamen an. Der Shanghaier Vizekonsul teilte ihr mit, dass das Amtsgericht Berlin ihr das Sorgerecht für beide Kinder übertragen habe. Obenaus beantragte dagegen beim Shanghaier Generalkonsul Martin Fischer, ihr das Sorgerecht wieder zu entziehen. Im Verlauf dieser Streitigkeiten wies Adele auch auf Gerüchte hin, nach denen in dem Informationsbüro regelmäßig nach dem damals gültigen Paragraph 175 verbotene homosexuelle Kontakte und Orgien stattfänden. Puttkamer suchte Adele in einem Hotel in Tsingtau auf und drohte, ihr die Staatsbürgerschaft entziehen zu lassen, weil ihr Rechtsanwalt Jude und Agent der Sowjetunion sei. Auch der deutsche Konsul in Tsingtau Hans von Saucken drohte ihr, und sie wurde in Peking von der Gestapo verhört. Am 30. Dezember 1944 versuchte in Shanghai eine Kinderfrau in Diensten von Obenaus auf offener Straße, Adele die Kinder zu entreißen. Alle wurden auf eine Station der Shanghaier Polizei gebracht. Ein ebenfalls von Obenaus beschäftigter Privatdetektiv telefonierte von dort mit dem deutschen Konsulat. Kurz danach kam ein Angestellter des Konsulates und holte die Kinder mit einem Dienstwagen ab. Die Kinder wurden Obenaus übergeben, der sie nach Deutschland brachte. Obenaus übergab sie der Obhut seiner Schwester, die in der Nähe von Hannover wohnte. Adele saß in Shanghai fest und klagte von dort beim Amtsgericht Burgdorf auf Herausgabe der Kinder. Sie bekam 1948 einen Pass der International Refugee Organization (IRO) als Flüchtling deutscher Nationalität und wurde von der Organisation monatlich finanziell unterstützt. Sie galt damals als einzige Deutsche in China, die keinen Status als „displaced person“ besaß. Erst im Frühjahr 1949 konnte sie mit einer vom IRO gesponserten Schiffsfahrkarte nach Deutschland reisen.
Nach ihrer Rückkehr beantragte sie beim Amtsgericht Burgdorf eine Unehelichkeitserklärung für ihren Sohn. Jedoch sprach das Amtsgericht Braunschweig zunächst dem Vater das Sorgerecht zu, weil dem Gericht ihr Aufenthaltsort unbekannt war. Daraufhin zeigte Adele, die mittlerweile in Wiesbaden lebte, Anfang Januar 1950 Obenaus bei der Polizei wegen Verstoß gegen den nach wie vor gültigen Paragraphen 175, Urkundenfälschung, Unterschlagung und Kindesentführung an. Die Braunschweiger Staatsanwaltschaft lehnte Mitte Januar 1950 die Unehelichkeitserklärung ab, weil diese nicht im öffentlichen Interesse liege. Im April 1950 änderte das Braunschweiger Gericht seine frühere Entscheidung zum Sorgerecht und sprach dieses nun dem Braunschweiger Jugendamt zu. Adele protestierte schriftlich bei Bundesjustizminister Thomas Dehler und reiste zudem nach Bonn, um beim Ministerium persönlich zu intervenieren. Sie wurde von dort jedoch an das niedersächsische Justizministerium verwiesen. Ab Mai 1950 wurde ihr Sohn in einem Kinderheim untergebracht.

## Werke
- Heimat. Vom Fernweh zum Heimweh. Noessler & Co., Shanghai 1940.
- Vom Sommerpalast zum Himmelstempel. Ein Peking-Roman. Peking-Verlag, München 1956, 1. Auflage 1955.
- als Gioconda Comitti: Tragische Liebesfahrt in Spanien oder Die Macht der Sterne. Peking-Verlag, München 1956, 1. Auflage 1955.
- Schicksalswende in Capri. Peking-Verlag, München 1956.
- Amoureuse Begegnungen zwischen Mallorca und Marokko. Peking-Verlag, München 1956.